# Anthracosauria
Die Anthracosauria sind eine ausgestorbene Gruppe von Landwirbeltieren (Tetrapoda), die im späten Paläozoikum vor allem aquatisch, aber auch terrestrisch in den Sümpfen Europas und Nordamerikas lebten. Sie ernährten sich wahrscheinlich vor allem von Fisch.

## Merkmale
Sie waren langgestreckte Tiere, die etwa einen bis zwei Meter lang wurden. Ihre Beine waren schlank, der Schwanz in Anpassung an ihre Lebensweise als Ruderschwanz ausgebildet. Der Schädel war massiv und trug kräftige Zähne, hatte aber eine Schwächezone zwischen Schädeldach und Wange, die eventuell eine Schädelbewegung während des Zubeißens ermöglichte. Schädeldach und Hirnschädel waren verbunden. Der Gaumen war weitgehend geschlossen und mit starken Fangzähnen und vielen Dentikeln besetzt. Eine Einbuchtung am Hinterrand der Wange trug möglicherweise ein Trommelfell. Die Wirbel bestanden aus zwei gleich großen Wirbelkörpern, Pleurocentra und Intercentra. Beide hatten die Form großer stark verknöcherter Scheiben. Die Tiere hatten fünf Zehen (Phalangenformel 2-3-4-5-3).

## Systematik
Die Anthracosauria stehen dem Ursprung der Amnioten nahe und werden mit den Reptilien in das Taxon Reptiliomorpha vereint. Sie gelten heute als paraphyletisch. Innerhalb der Anthracosauria werden zwei Untertaxa unterschieden, die Embolomeri, die aquatisch lebten und die Gephyrostegida, die wahrscheinlich eher landbewohnend waren. Die Gephyrostegida ähnelten den ersten Reptilien. Sie waren relativ klein mit relativ langen Extremitäten und hatten nie mehr als 24 Rumpfwirbel, die Embolomeri hatten bis zu 40.
Einige Wissenschaftler definieren den die Anthracosauria stattdessen monophyletisch als Amnioten und alle anderen ausgestorbenen Landwirbeltiere, die diesen verwandtschaftlich näher stehen als den Lissamphibien, was in der Definition derer des heute verbreiteteren Begriffes der Reptiliomorpha entspricht.

## Einzelnachweis
1. ↑  Michel Laurin, Marc Girondot & Armand de Ricqlès: Early tetrapod evolution. Trends in Ecology & Evolution, Volume 15, Issue 3, 1 March 2000, Seiten 118–123 doi:10.1016/S0169-5347(99)01780-2